# 蘭辛特設鎮區
蘭辛特設鎮區（英語：Lansing Charter Township）是位於美國密西根州英厄姆縣的一個特設鎮區。

## 地方資料
蘭辛特設鎮區的面積為13.10平方千米，當中陸地面積為12.77平方千米，而水域面積為0.33平方千米。根據2020年美國人口普查的數據，當地共有人口8143人，而人口密度為每平方千米621.6人。